# Lhoumois

Lhoumois este o comună în departamentul Deux-Sèvres, Franța. În 2009 avea o populație de 141 de locuitori.